# THE CAPTAIN
「THE CAPTAIN」 （ザ・キャプテン）は、日本のロックバンド、TRICERATOPSの20thシングル。2005年1月28日 、ビクターエンタテインメントよりリリース。 

## 内容
- 前作より3ヶ月ぶりのリリース。アルバム『THE 7TH VOYAGE OF TRICERATOPS』先行シングル。
- 初回生産分のみオリジナルステッカー封入

## 収録曲
1. THE CAPTAIN (4:17)
2. エベレスト (3:52)

全作詞・作曲：和田唱　編曲：TRICERATOPS